# Guardians of Ga'Hoole: The Coming of Hoole
 Guardians of Ga'Hoole: The Coming of Hoole  è un romanzo fantasy per ragazzi del 2006 di Kathryn Lasky. È il decimo libro della collana de I guardiani di Ga'Hoole e il secondo capitolo della saga delle Leggende di Ga'Hoole. È il seguito de Guardians of Ga'Hoole: The First Collier. In Italia è ancora inedito.

## Trama
Siv affronta Lord Arrin e alcuni hagdemon, ma viene salvata da Svenka. Nel frattempo, Hoole esce dall'uovo e Theo, dopo aver visitato l’eremo dei Fratelli Glauxiani, torna con un'arvicola apparentemente insanguinata. Dopo che Hoole finisce il pasto e inizia a tormentarli con domande sui numeri, Grank lo manda al suo nido. Presto, lui e Theo hanno una conversazione sui Fratelli Glauxiani, che hanno preso residenza sull'isola.
Il tempo passa e Hoole ora ha le sue penne da volo. Berwyck, uno dei Fratelli Glauxiani che indaga su questa misteriosa famiglia, arriva e dice a Hoole che è ora che impari a volare.
Mentre Hoole impara a volare, Siv si dirige a un raduno di gufi bardi, vestita come uno di loro, dove incontra la Rosa delle Nevi e sente da Mac, insieme a un altro gufo pescatore, che si dice che l’hagdemon Yrgryk sia nelle vicinanze. Nel frattempo, Berwyck parte per un pellegrinaggio. Hoole incontra presto Phineas, un maschio di civetta nana, che diventa presto il suo migliore amico. Siv alla fine trova Hoole che pesca nel suo posto preferito. Parlano per un po', finché non vengono attaccati da Pleek, un gufo virginiano, e dalla sua compagna hagdemon Yrgryk, inviati da Lord Arrin per catturare Siv. I due compagni invece vogliono prendere Hoole per allevarlo come un loro pulcino.
Dopo un'imboscata, Hoole viene salvato da Grank, mentre Yrgryk e Pleek, feriti, fuggono. Anche Siv scappa, e Hoole confessa a Grank di avere la vista del fuoco, e per questo sapeva che era sua madre. Poi lui, Grank, Theo e Phineas partono per l'Aldilà dell'Aldilà, ormai consci che le isole del Mare Amaro non sono più sicure.
Nel frattempo, Fengo viene raggiunto da Dunleavy MacHeath, che afferma che la Brace appartiene ai lupi, ma Fengo non è d'accordo. I due litigano e, durante il combattimento, MacHeath perde un occhio e si ritira con tutti i suoi compagni, ma la sua compagna più anziana, Hordweard, stanca delle sue prepotenze, si rifiuta di tornare con lui.
Contemporaneamente, Pleek e Yrgryk si recano da Kreeth, l’arci-hagdemon che vive nelle Gole di Ghiaccio, per recuperare le forze perse nell'imboscata. Kreeth racconta ai compagni di un incantesimo capace di rendere gli hagdemon invulnerabili all'acqua di mare, ma per completarlo ha bisogno del giovane principe. In quel momento i tre notano Hoole e i suoi amici volare verso sud e scoprono che il principe probabilmente vive nell'Aldilà dell’Aldilà.
Nel loro viaggio verso l'Aldilà dell'Aldilà, Hoole e i suoi amici si riposano su un'isola in mezzo al Mare di S'yrthghar (la futura Isola di Hoole), dove trova una piantina che inizia a crescere rapidamente la prima volta che la guarda. Presto se ne vanno e si fermano a riposare nella Foresta delle Ombre, ma mentre gli altri dormono, Grank si ritrova incapace di riposare perché preoccupato per Hoole, così esce in cerca di qualcosa da mangiare. Segue la preda fino alla del Bosco degli Spiriti, ma a un certo punto, mentre è su un tumulo, sente un respiro e incontra lo scrum di H'rath, che lo avverte di cercare i canali delle fiamme, ma Grank non capisce esattamente cosa significhi.
Nell'Aldilà dell'Aldilà, MacHeath desidera che Hordweard ritorni da lui, così manda uno dei suoi compagni a donarle il suo miglior lupo rosicchiatore.
Nel frattempo, Hoole e gli altri giungono all'Aldilà dell'Aldilà. Qui, Hoole impara a catturare i carboni ardenti e apprende le strategie dei lupi terribili. Grank spera anche che il giovane percepisca la presenza della Brace, ma scopre con rammarico che Hoole non sembra ancora particolarmente interessato a ciò che i lupi, su suggerimento di Grank, stanno sorvegliando nell'Anello Sacro. Più tardi, Grank guarda nel suo fuoco e ha una visione di due lupi che si dirigono verso i Regni del Nord, ma non vede che uno è MacHeath e l'altro, che lo segue a distanza, è Hordweard.
MacHeath raggiunge Lord Arrin e lo avverte della presenza di Hoole nell'Aldilà dell'Aldilà, stringendo un patto con lui. Ma, sulla via del ritorno, viene ucciso da Hordweard, che era rimasta nascosta dietro un masso per giorni in attesa di vendetta per l'omicidio del suo unico cucciolo da parte di MacHeath.
Finalmente Hoole viene raggiunto da Siv, che lo avverte dell'arrivo dei nemici. Poco dopo, giungono le truppe di Lord Arrin e la battaglia ha inizio. Verso la fine dello scontro, Hoole sente il richiamo della Brace e riesce ad afferrarla. Quando atterra con essa, le truppe nemiche si ritirano, e si avvicina a Grank, che cerca di proteggere Siv, che è rimasta ferita mortalmente da Lord Arrin e muore.
Successivamente, Hoole diventa un cavaliere della Guardia H'rathiana del Reggimento di Ghiaccio, nonché il nuovo Re, e sceglie di stabilire la sua corte nel misterioso albero sull'isola in mezzo al Mare di S'yrthghar (che diventerà il Grande Albero di Ga'Hoole).
Nell'epilogo, lo Stormo degli Stormi riflette sul perché Ezylryb volesse che leggessero quelle leggende. Infine, Coryn deduce che forse si è creata una breccia nella fragile “barriera” che ha avvolto il loro mondo per lungo tempo, proteggendolo dagli hagdemon e dal nachtmagen.